# Sommarsnöklocka
Sommarsnöklocka (Leucojum aestivum) är en amaryllisväxtart som beskrevs av Carl von Linné. Enligt Catalogue of Life ingår Sommarsnöklocka i släktet snöklockor och familjen amaryllisväxter. Arten förekommer tillfälligt i Sverige, men reproducerar sig inte. Ej att förväxla med Snöklocka/Klosterlilja  (Leucojum vernum).

## Underarter
Arten delas in i följande underarter:
- L. a. aestivum
- L. a. pulchellum

## Bildgalleri

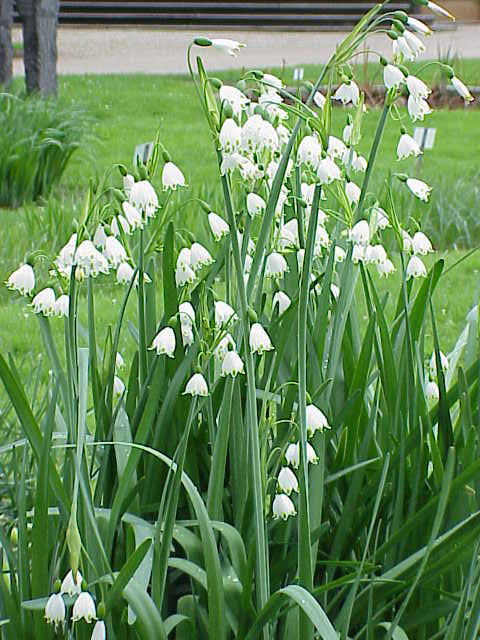
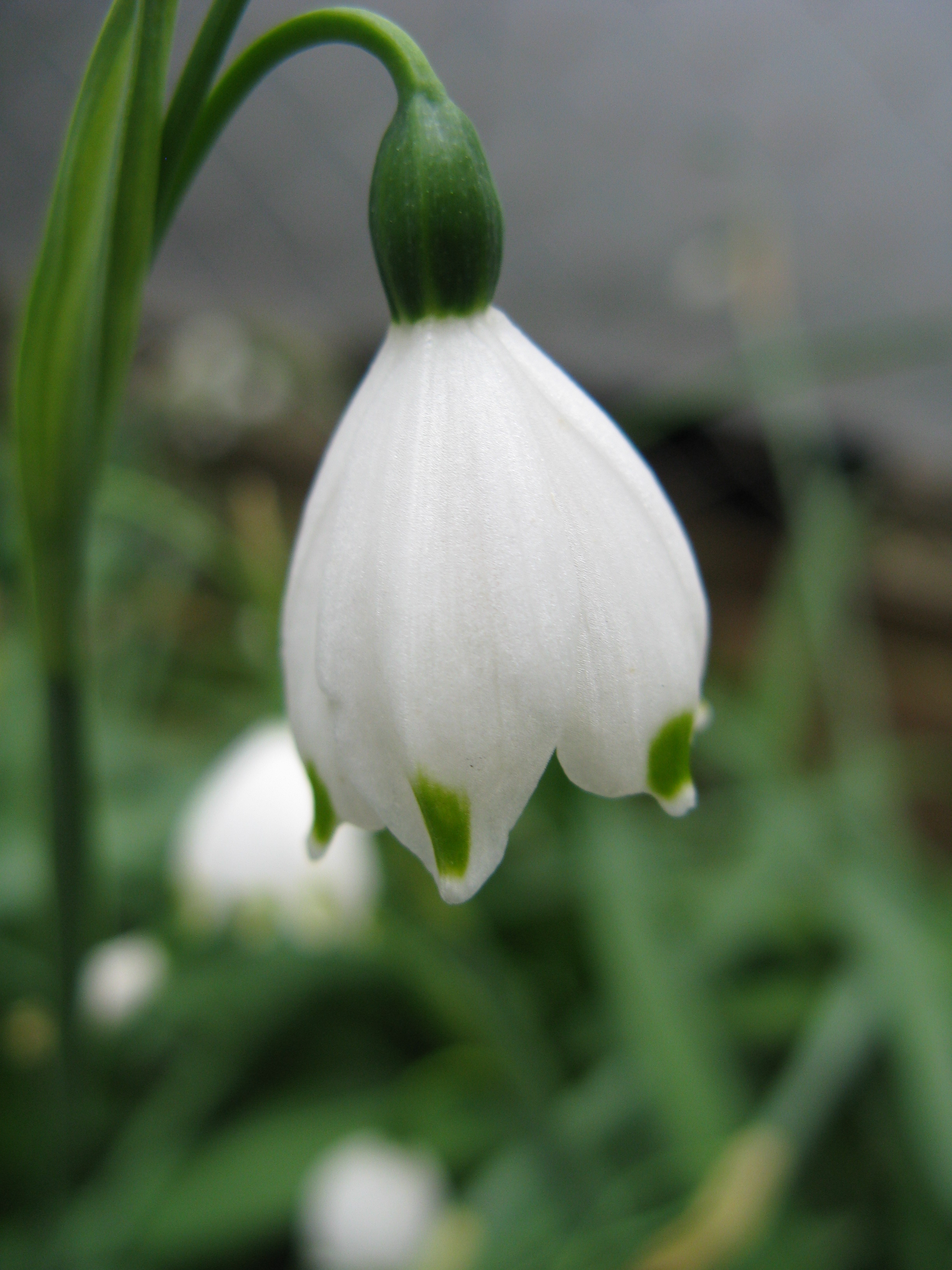
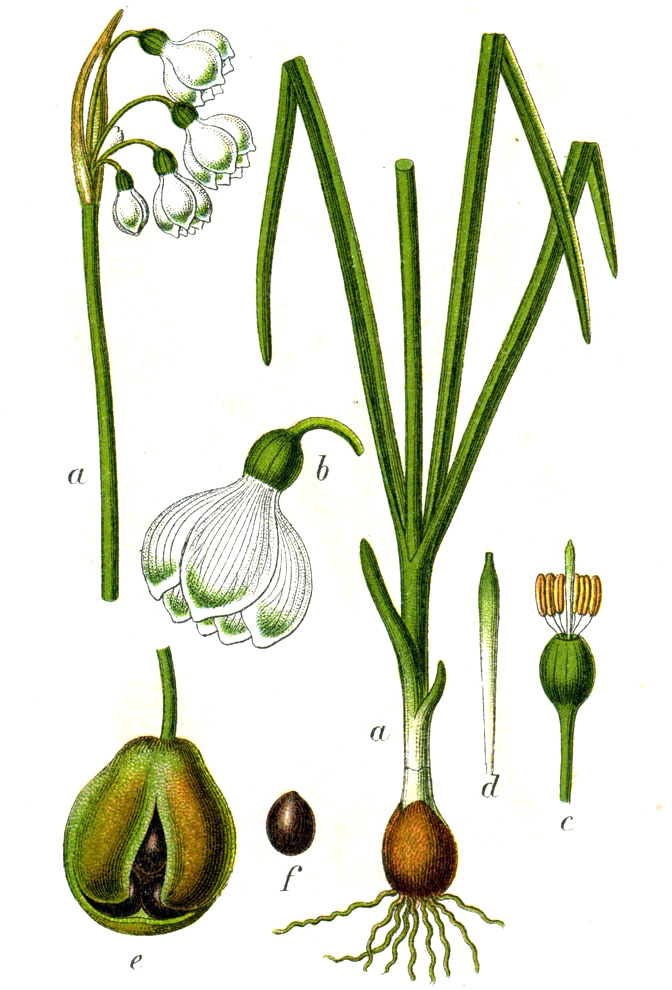
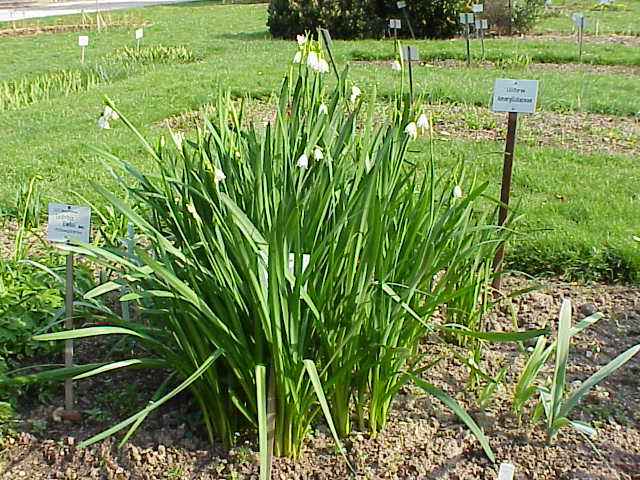
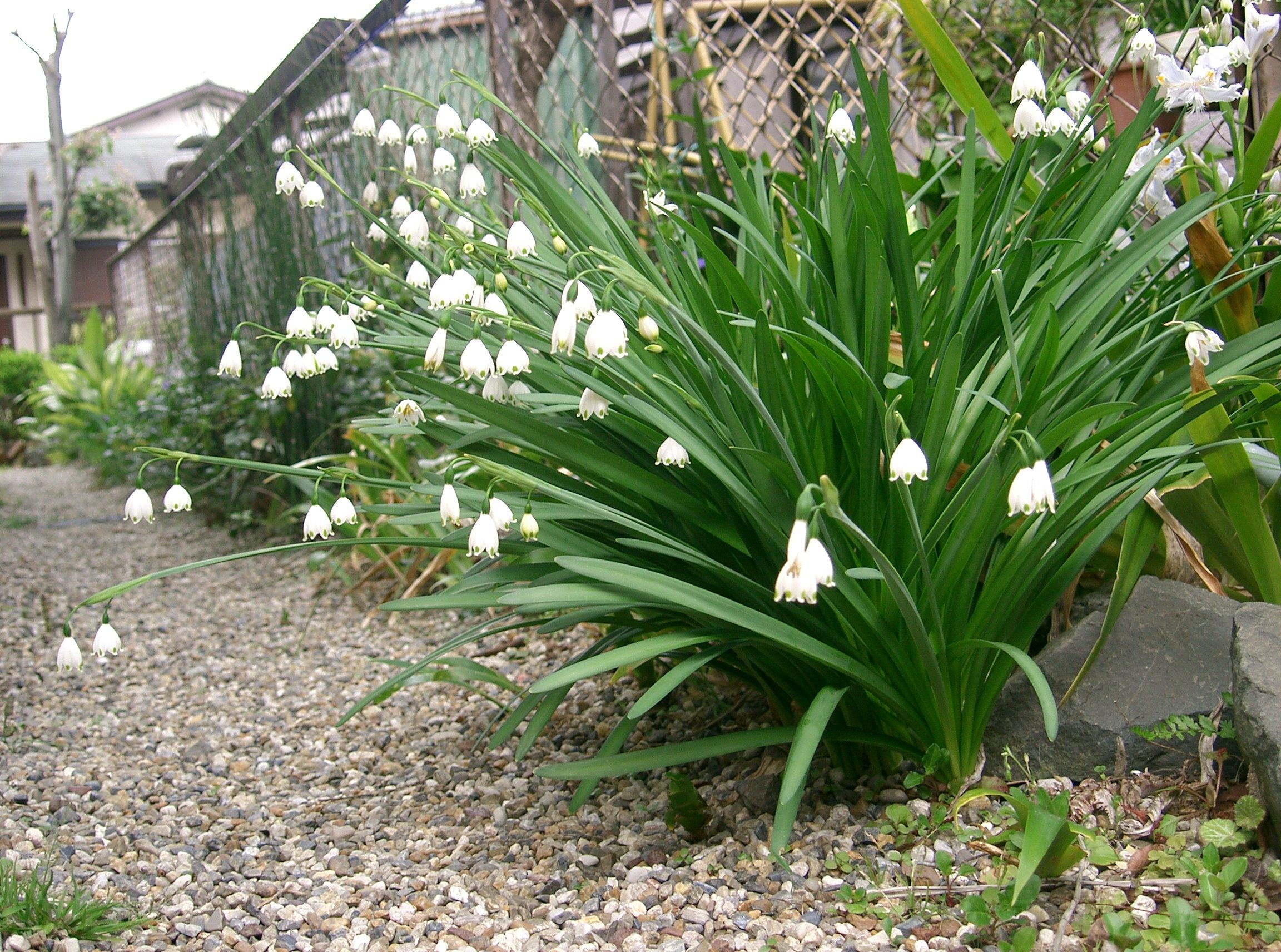
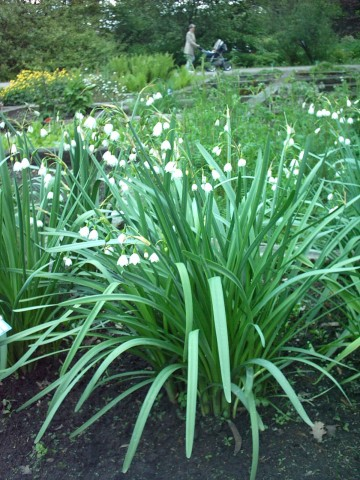